# Добаш оливковий
Доба́ш оливковий (Picumnus olivaceus) — вид дятлоподібних птахів родини дятлових (Picidae). Мешкає в Центральній і Південній Америці.

## Опис
Довжина птаха становить 8,5-10 см. Верхня частина тіла рівномірно-оливково-коричнева, тім'я і потилиця чорнуваті, поцятковані білими плямками. У самців передня частина тімені поцяткована червоними плямками, у самиць білими. Хвіст короткий, чорний, з жовтою смугою по центру. Горло охристе, нижня частина тіла кремова, легко поцяткована оливково-коричневими плямками.

## Підвиди
Виділяють шість підвидів:
- P. o. dimotus Bangs, 1903 — від східної Гватемали до східного Нікарагуа;
- P. o. flavotinctus Ridgway, 1889 — від Коста-Рики до північно-західної Колумбії (Чоко);
- P. o. olivaceus Lafresnaye, 1845 — північна і західна Колумбія;
- P. o. eisenmanni Phelps Jr & Aveledo, 1966 — Сьєрра-де-Періха (північно-східна Колумбія і північно-західна Венесуела);
- P. o. tachirensis Phelps & Gilliard, 1941 — Східний хребет Анд на південному заході Венесуели (Тачира) та в Колумбії;
- P. o. harterti Hellmayr, 1909 — південно-західна Колумбія і західний Еквадор, також на крайньому північному заході Перу (Тумбес).

## Поширення і екологія
Оливкові добаші мешкають в Гватемалі, Гондурасі, Нікарагуа, Коста-Риці, Панамі, Колумбії, Венесуелі, Еквадорі і Перу. Вони живуть у рівнинних і гірських вологих тропічних лісах і чагарникових заростях, в сухих тропічних лісах, на полях і плантаціях, в парках і садах. Зустрічаються зграйками, на висоті до 2300 м над рівнем моря. Живляться мурахами. жуками, їх личинками та іншими безхребетними. Гніздяться в дуплах.